# Сертифікація Boeing 737 MAX

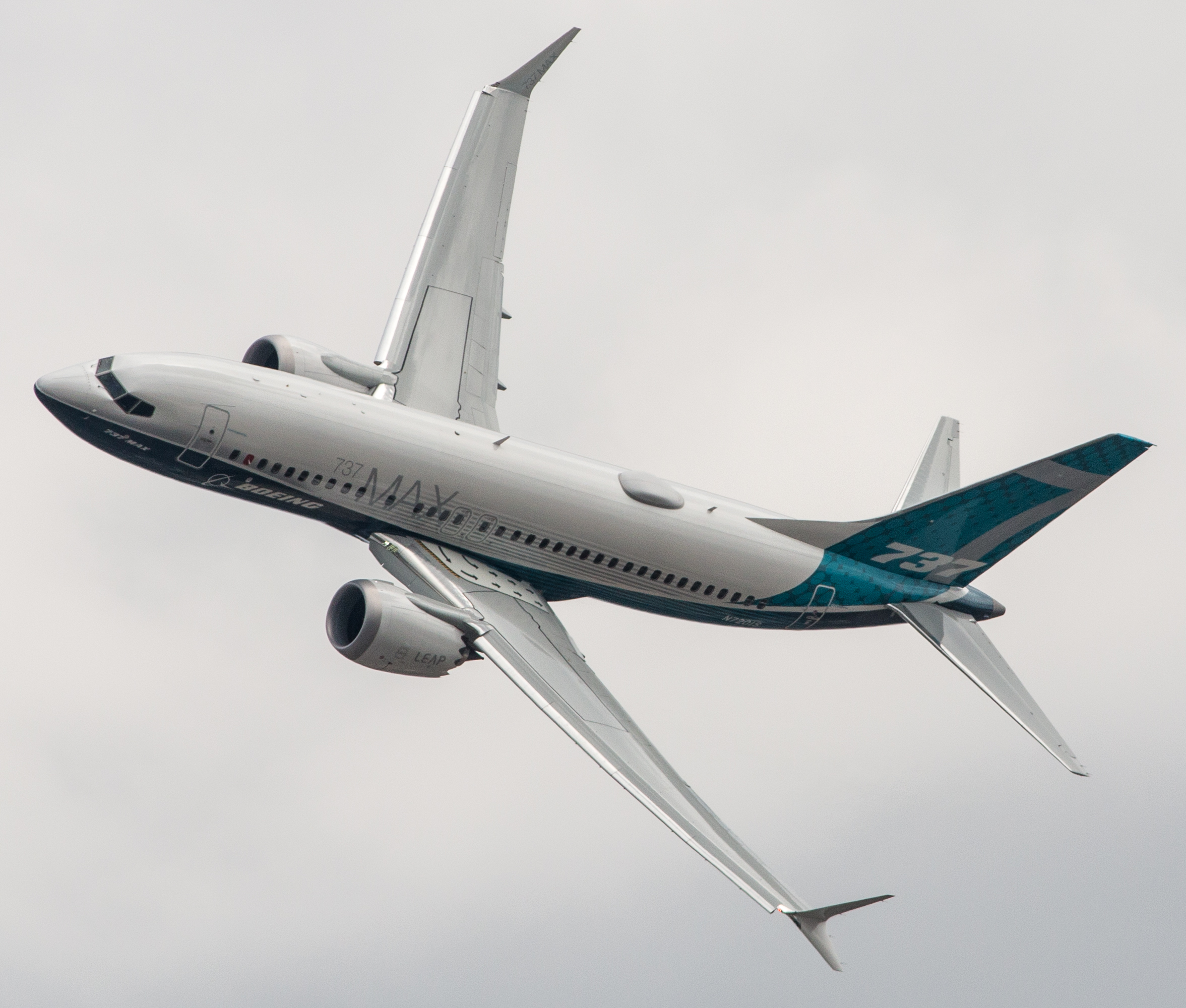
Boeing 737 MAX був сертифікований у 2017 році, але сертифікація була призупинена у 2019 році після фатальних катастроф рейсу 610 Lion Air і рейсу 302 Ethiopian Airlines.

Сертифікація Boeing 737 MAX — була здійснена у 2017 році Федеральним управлінням цивільної авіації США (FAA) і Агентством авіаційної безпеки Європейського Союзу (EASA). У 2019 році міжнародні регулюючі органи зупинили політ літака після фатальних катастроф рейсу 610 Lion Air і рейсу 302 авіакомпанії Ethiopian Airlines. Обидві аварії були пов’язані із системою розширення маневрових характеристик (MCAS), новою функцією автоматичного керування польотом. Розслідування обох катастроф показало, що Boeing і FAA віддавали перевагу економічним рішенням, які в кінцевому підсумку призвели до неправильної конструкції MCAS. Програма FAA Authorization Designation Authorization, що дозволяє виробникам діяти від її імені, також була піддана сумніву через послаблення нагляду за Boeing.